# Abbinamenti del sigaro
Per abbinamenti del sigaro si intendono quelle bevande che è ritenuto si accompagnino bene con il fumo. Per quanto si tratti sempre di una valutazione di gusti e pertanto soggettiva, esistono certamente alcune indicazioni di massima universalmente riconosciute.
Possiamo distinguere tra accompagnamenti alcolici o non alcolici. Discorso a parte va fatto per il caffè e per il tè.

## Accompagnamenti alcolici
Per quanto riguarda questi si ritengono più adatti:
- lo champagne ed il vino frizzante bianco in generale[1][2]
- tutti i vini dolci o da dessert[1][2];
- la birra[1][2];
- il rum anejo (minimo 7 anni) agricolo o industriale[1][2];
- il whisky, specialmente scotch[1][2];
- il cognac, brandy[1][2];
- il calvados[1][2];
- i liquori ed infusi vari (grappa, mirto, limoncello)[1][2];
- gli amari[1][2];

Il vino rosso è un abbinamento contrastato. Secondo molti esperti il sigaro ed il vino rosso, diversamente da quello che si crede, sono inconciliabili e tendono ad annullarsi, ma ci sono comunque diversi appassionati che non disdegnano quest'abbinamento.

## Accompagnamenti analcolici
L'acqua, specialmente se gassata, è l'accompagnamento principale nelle fumate degustative, in cui è finalità del fumatore apprezzare e valutare appieno le qualità del sigaro. In alternativa sono comunque frequenti accompagnamenti con bevande analcoliche gassate.

## Caffè e tè
Secondo alcuni appassionati il caffè sarebbe l'accompagnamento perfetto per il fumo di sigaro. Vi è in particolare una linea di pensiero che tende ad accomunare e quindi ad accompagnare al tabacco prodotti derivati da piante o arbusti cresciuti nello stesso ambiente, ovvero caffè, rum (in quanto derivato dalla canna da zucchero) e cioccolato.
Comunque anche a prescindere da queste opinioni, è unanimemente riconosciuto che il caffè sia un eccellente abbinamento. In particolare vengono preferiti caffè lunghi (alla napoletana o in pressoinfusione), mentre l'espresso è considerato un abbinamento valido solo per il finale della fumata. Ottimo anche il caffè shakerato.
Per quanto riguarda il tè esso è molto apprezzato, ovviamente, dagli inglesi. In ogni caso, bevuto soprattutto freddo, è ritenuto un discreto abbinamento.